# Lowell (Míchigan)
Lowell es una ciudad ubicada en el condado de Kent en el estado estadounidense de Míchigan. En el Censo de 2010 tenía una población de 3783 habitantes y una densidad poblacional de 471,78 personas por km².

## Geografía
Lowell se encuentra ubicada en las coordenadas 42°56′5″N 85°20′46″O / 42.93472, -85.34611. Según la Oficina del Censo de los Estados Unidos, Lowell tiene una superficie total de 8.02 km², de la cual 7.45 km² corresponden a tierra firme y (7.14%) 0.57 km² es agua.

## Demografía
Según el censo de 2010, había 3783 personas residiendo en Lowell. La densidad de población era de 471,78 hab./km². De los 3783 habitantes, Lowell estaba compuesto por el 94.13% blancos, el 1.27% eran afroamericanos, el 0.61% eran amerindios, el 0.56% eran asiáticos, el 0% eran isleños del Pacífico, el 1.14% eran de otras razas y el 2.3% pertenecían a dos o más razas. Del total de la población el 3.01% eran hispanos o latinos de cualquier raza.